# 下田市

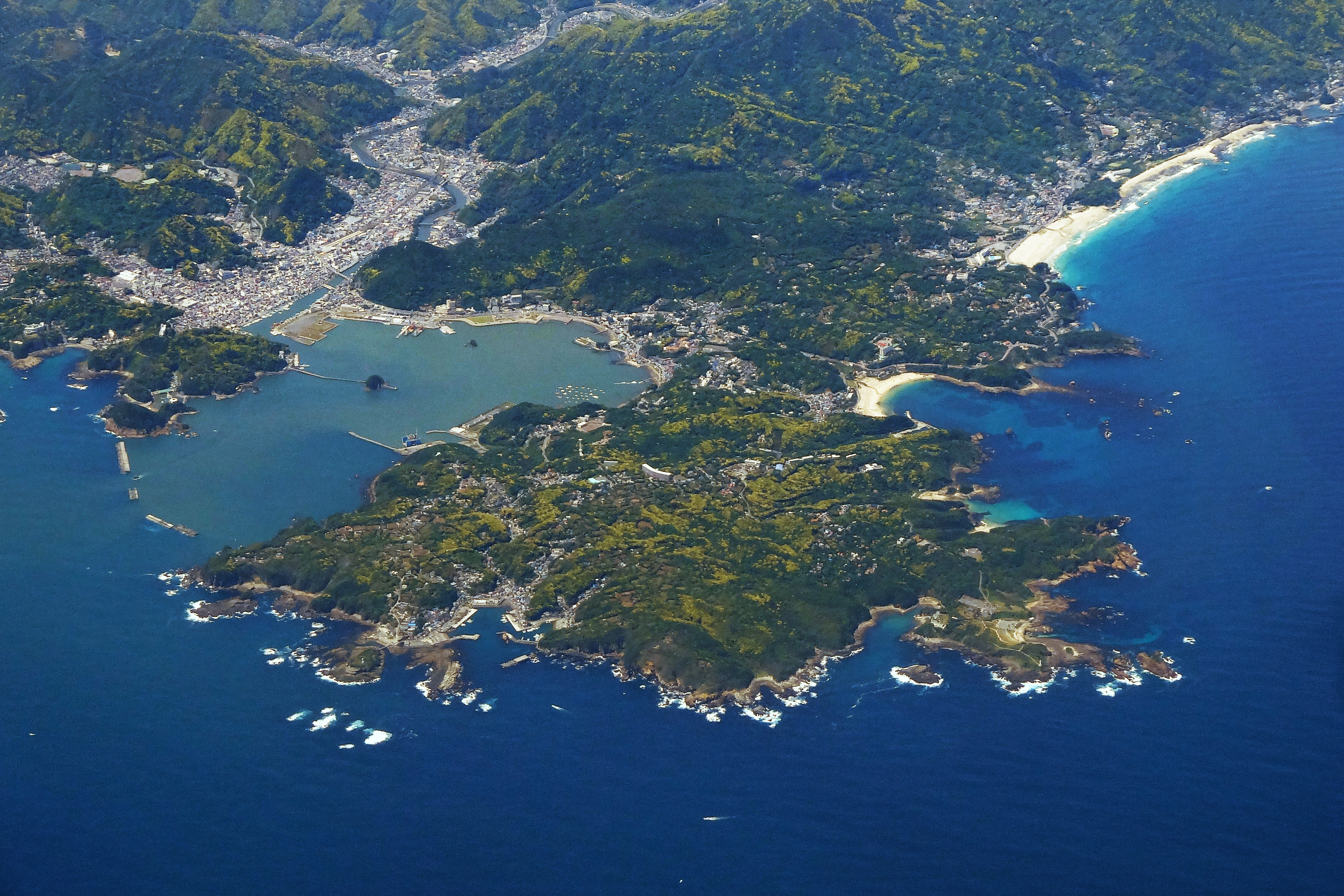
下田市

下田市（日语：／ Shimoda shi */?）為伊豆半島南部的都市。旧為賀茂郡。

## 地勢
- 山：下田富士（192m）、武山（200ｍ）、高根山（343ｍ）、婆娑羅山（608m）、松野山（445m）、相之山（252m）
- 河川：稻生澤川（全長20km）、大賀茂川（全長8km）

## 行政

### 縣機關
- 静岡縣警察 下田警察署

## 姐妹都市
- 沼田市（群馬縣）
- 萩市（山口縣）
- 紐波特（美國 羅德島州）

## 地域
- 下田地區
- 白濱地區
- 濱崎地區
- 稻生澤地區
- 稻梓地區
- 朝日地區

## 學校

### 大學附屬機關
- 筑波大學下田臨海實驗中心
- 日本大學生物資源科學部下田臨海實驗所

### 専門學校
- 湘南醫療大學附屬下田看護専門學校

### 高等學校
- 静岡縣立下田高等學校

### 中學校
- 下田市立下田中學校

### 小學校
- 下田市立下田小學校
- 下田市立朝日小學校
- 下田市立稻梓小學校
- 下田市立稻生澤小學校
- 下田市立大賀茂小學校
- 下田市立白濱小學校
- 下田市立濱崎小學校

### 知的障害兒施設
- 伊豆遲緩兒學園（页面存档备份，存于）

## 交通

### 鐵道
伊豆急行線
稻梓站 - 蓮台寺站 - 伊豆急下田站

### 道路
- 一般國道
  - 國道135號
  - 國道136號
  - 國道414號
- 主要地方道
  - 静岡縣道15號下田松崎線
  - 静岡縣道16號下田石廊松崎線
- 一般縣道
  - 静岡縣道115號湯野松崎線
  - 静岡縣道116號須崎柿崎線
  - 静岡縣道117號下田港線
  - 静岡縣道118號蓮台寺立野線
  - 静岡縣道119號下田南伊豆線

### 港灣
- 下田港
  - 神新汽船：神津島、式根島、新島方向之渡船

## 天然記念物
- 田牛濱木綿自生地
- 黄槿樹林（Hibiscus hamabo）
- 下田蝸牛

其他

## 備註
1. ↑  下田市官方網頁

## 圖片

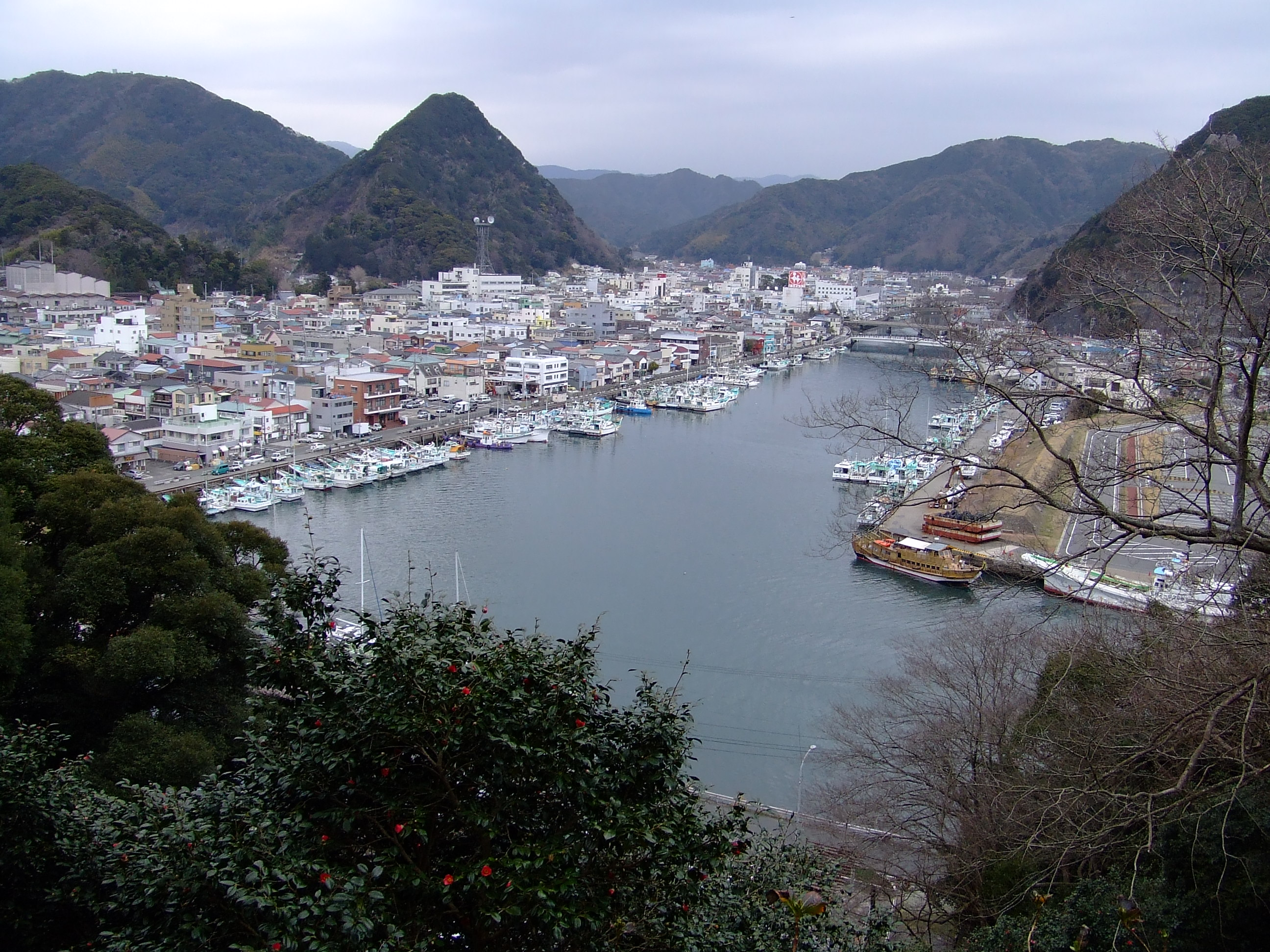
下田港口
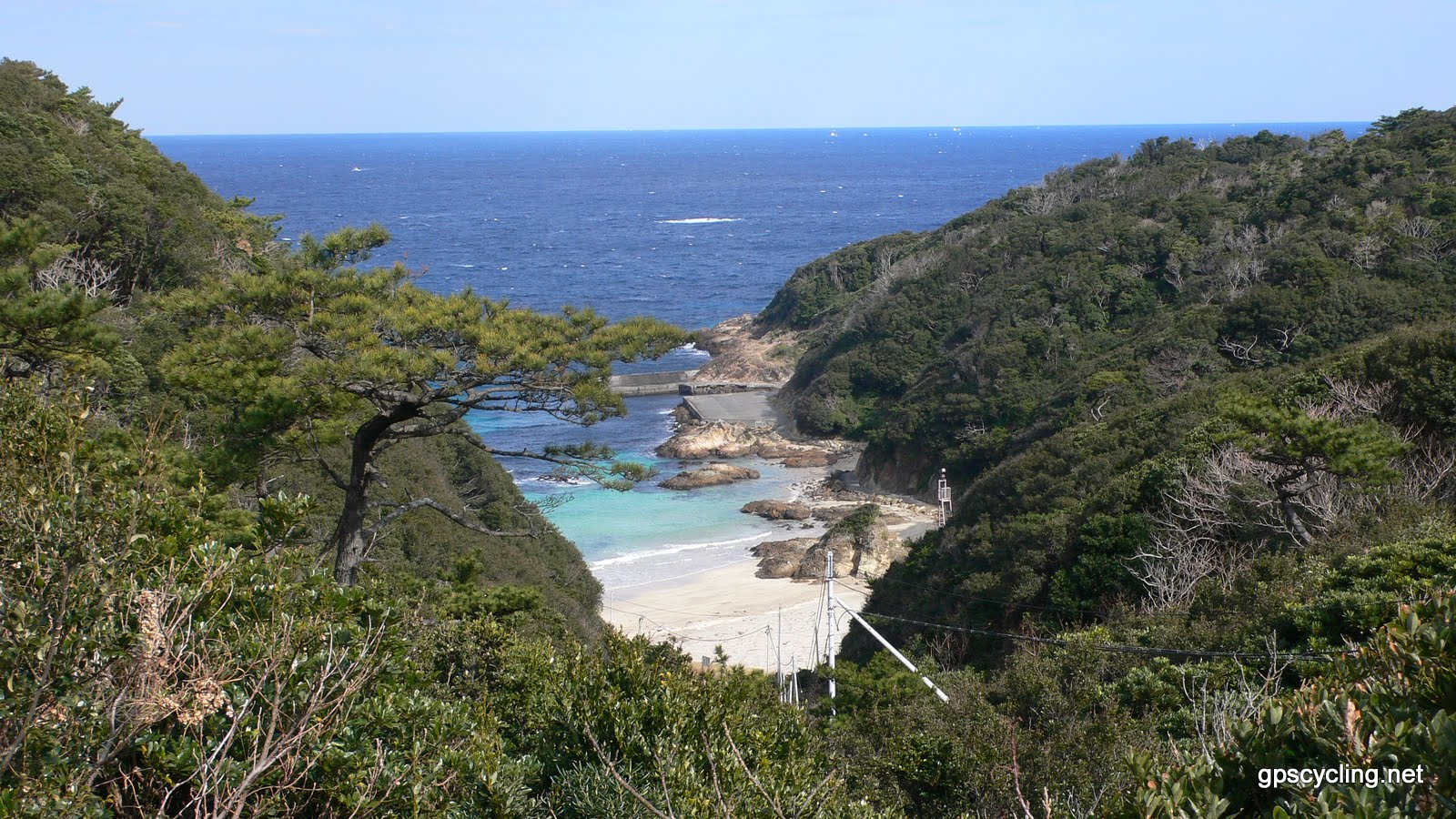
九重濱
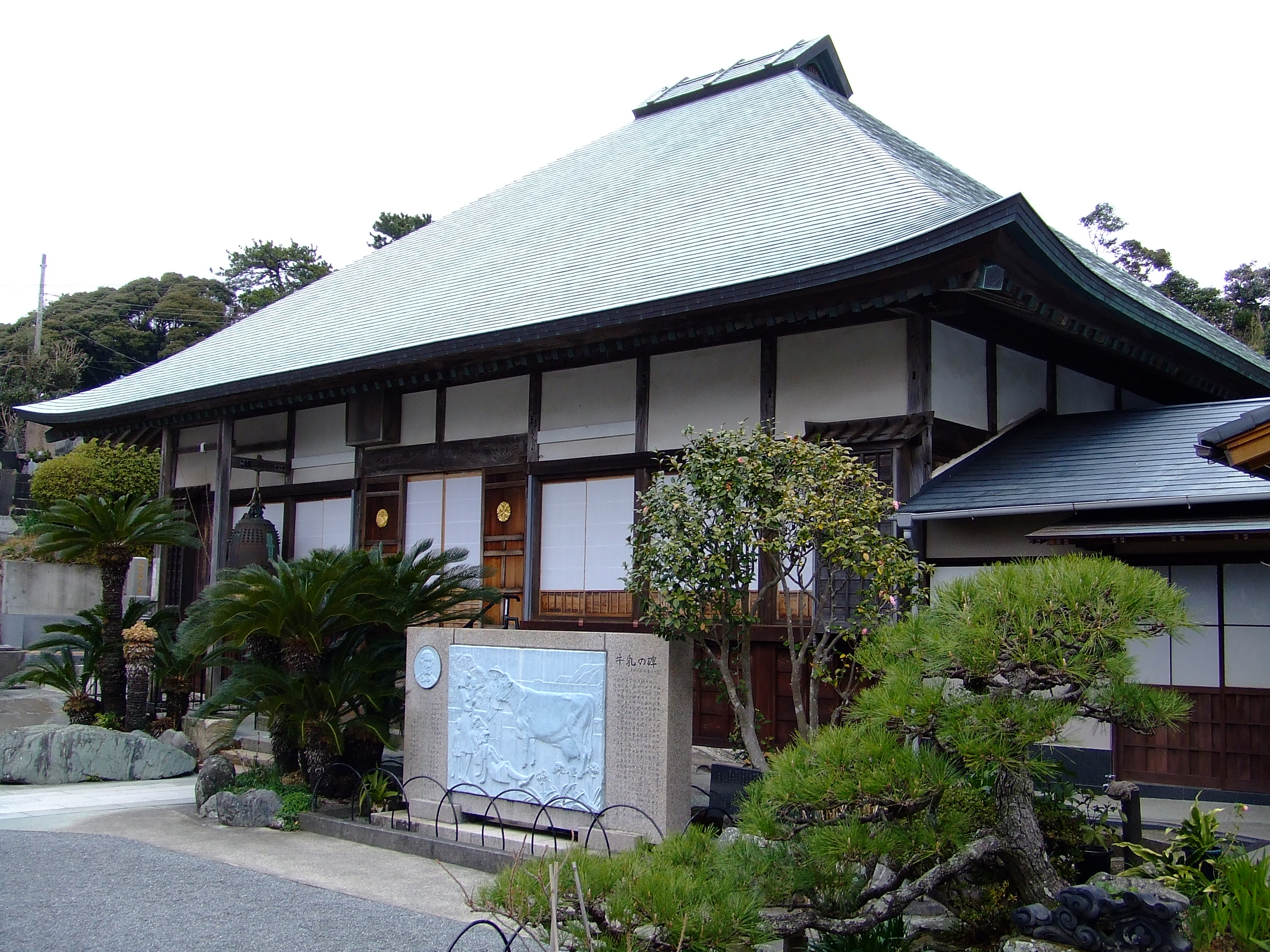
玉泉寺
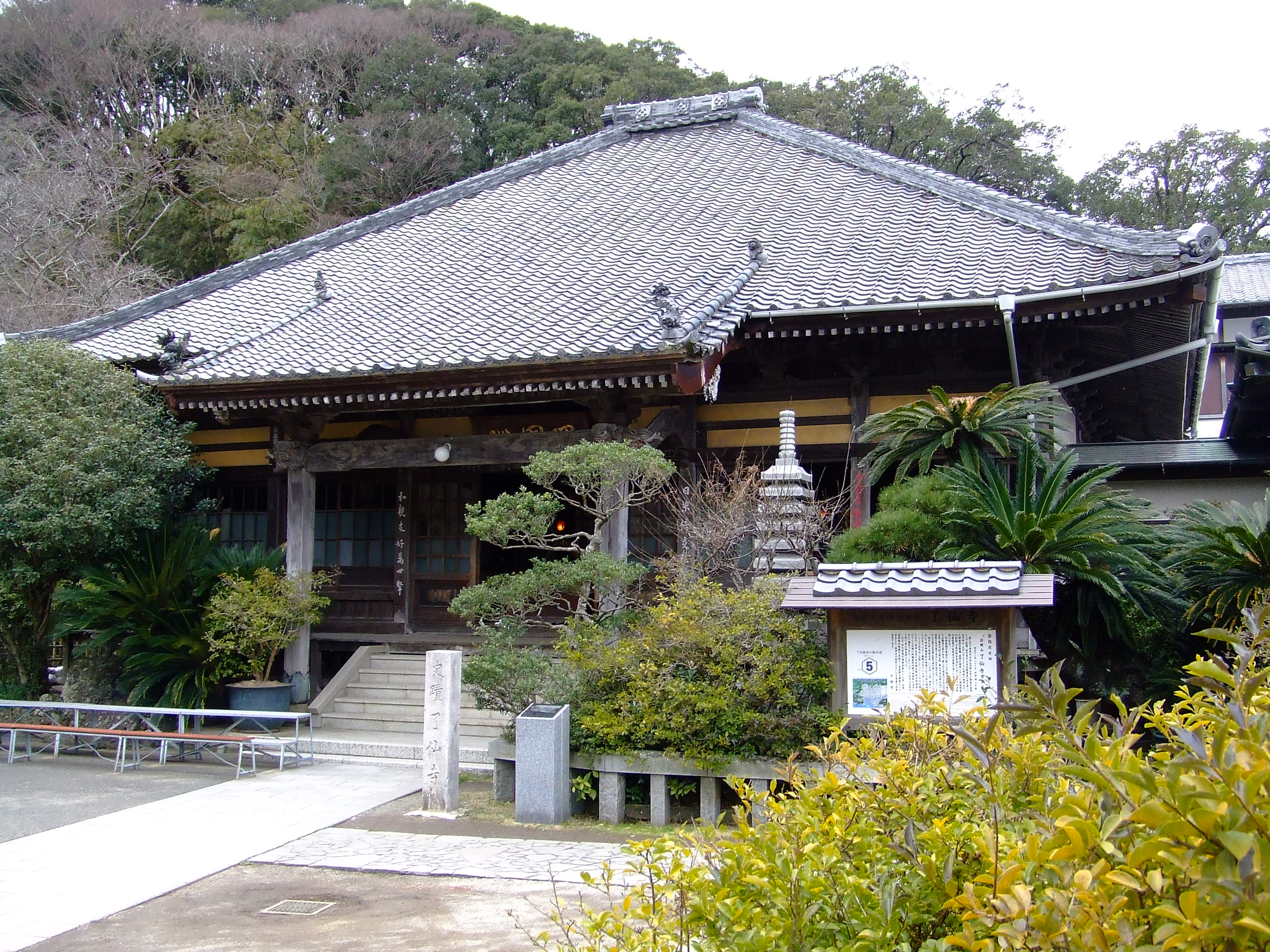
了仙寺
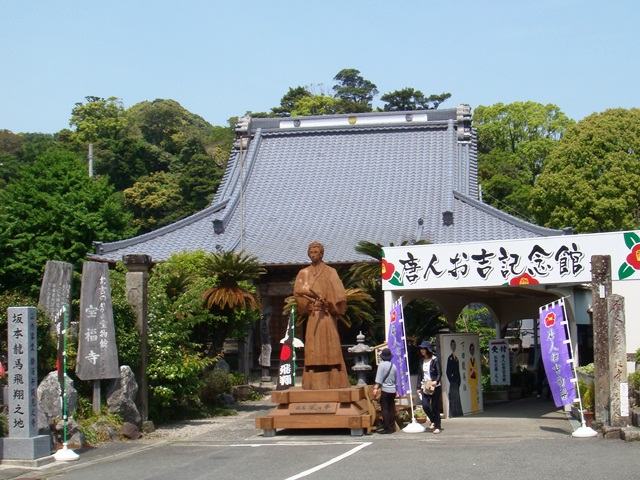
寶福寺
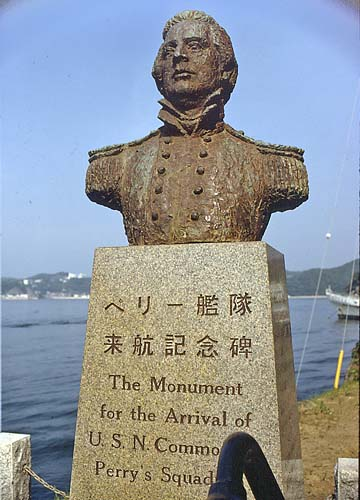
馬修·培理半身像
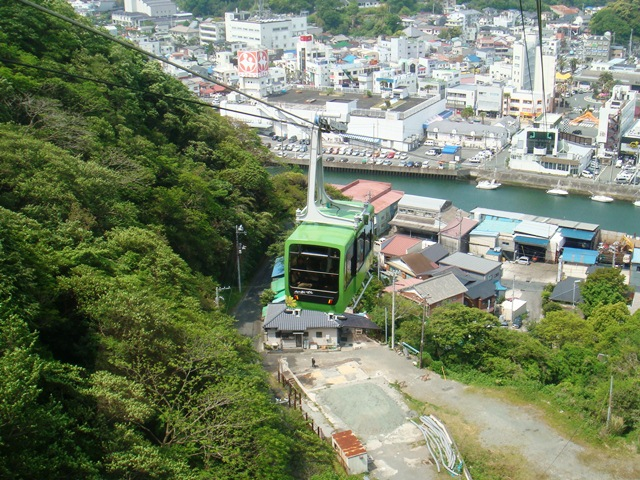
下田吊車
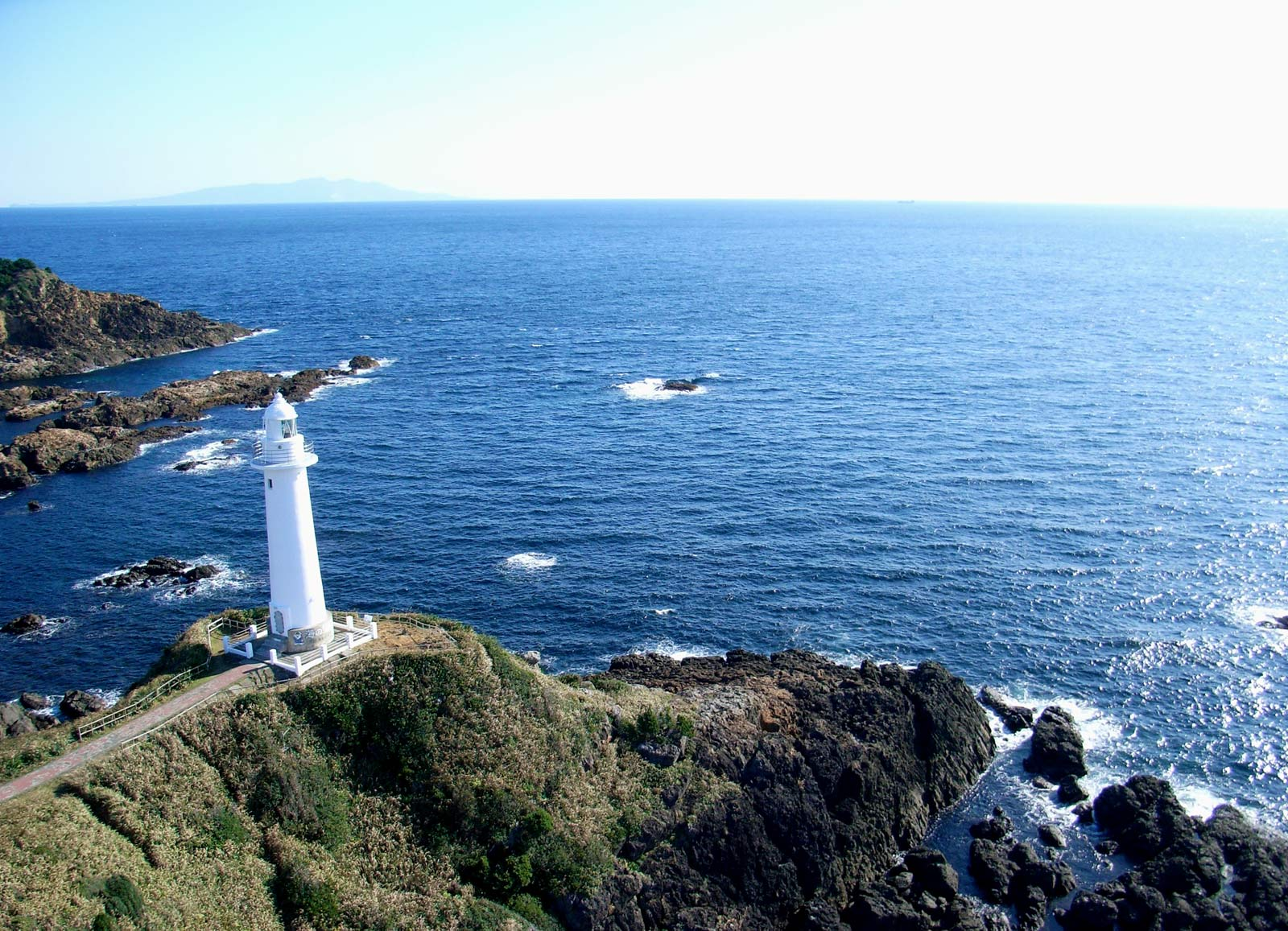
爪木崎海角

## 關連項目
- 神奈川條約
- 幕末

## 外部連結
- 维基共享资源上的相關多媒體資源：下田市
- OpenStreetMap上有關下田市的地理
- 官方網站（页面存档备份，存于）（日語）
- 維客旅行上的下田市（页面存档备份，存于）（日語）